# Fortifications de Wissembourg
Les fortifications de Wissembourg sont un monument historique situé à Wissembourg, dans le département français du Bas-Rhin.

## Localisation
Cette construction est située à Wissembourg.

## Historique
L'édifice fait l'objet d'une inscription au titre des monuments historiques depuis 1933.

## Architecture

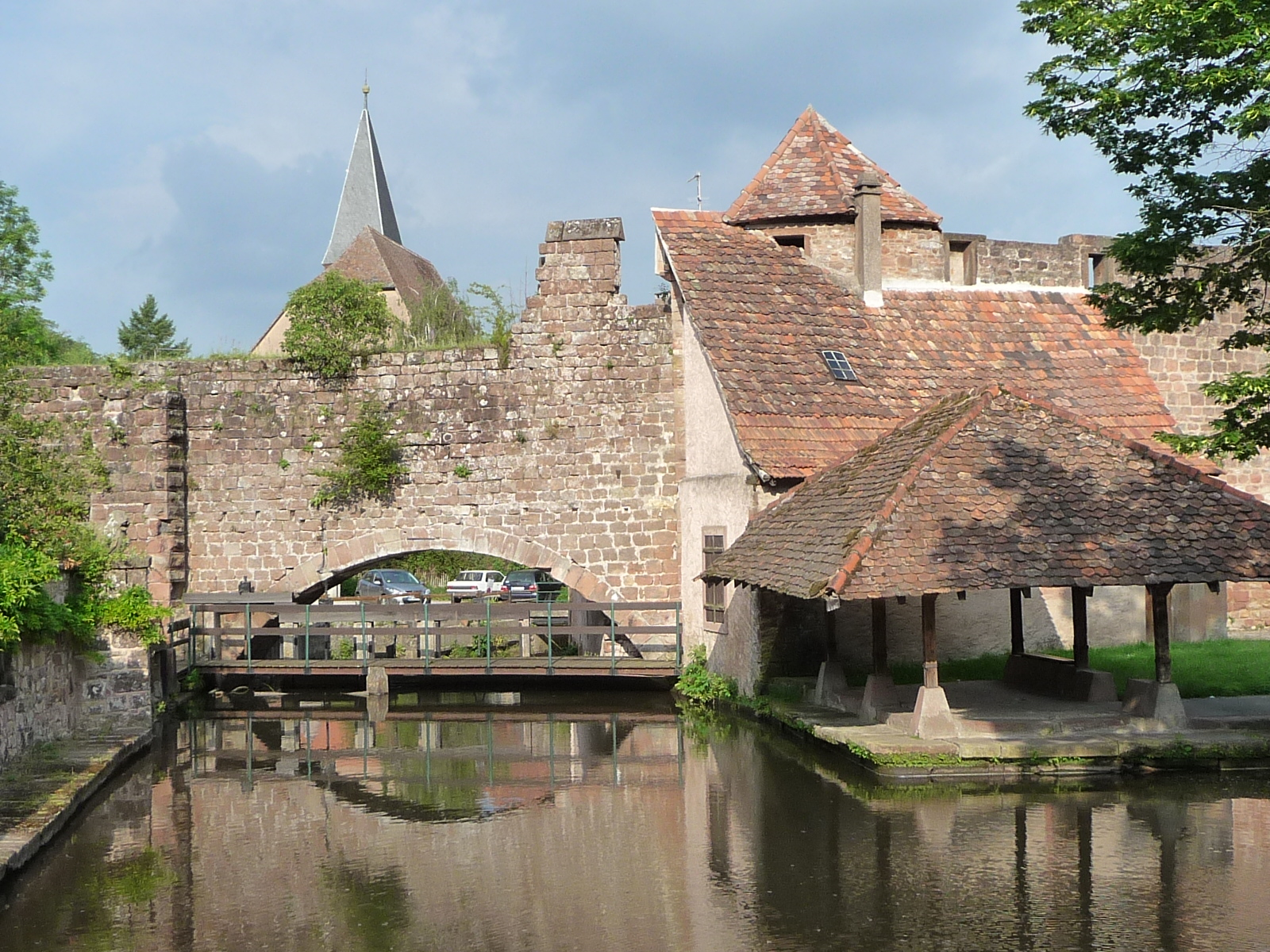
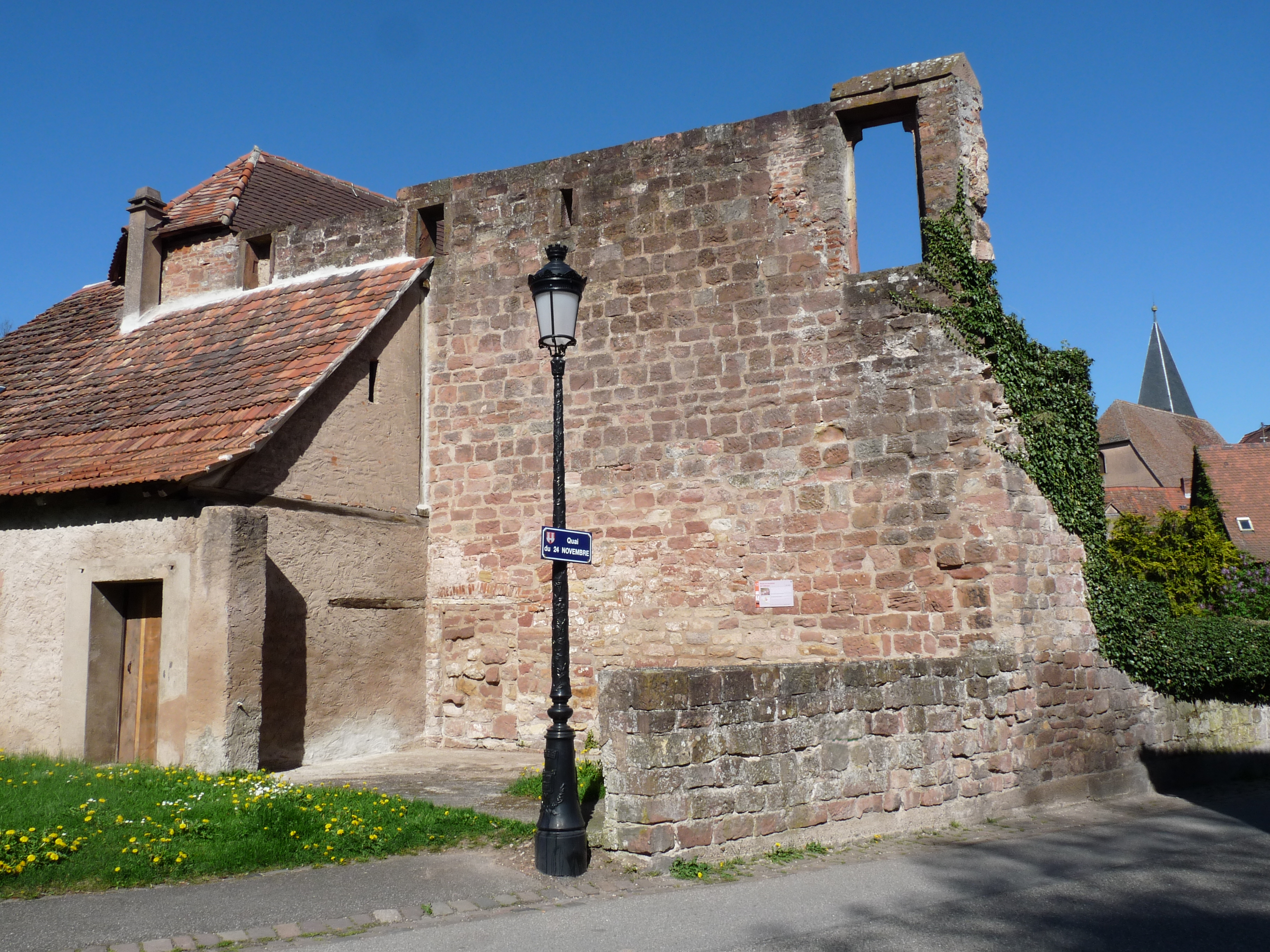
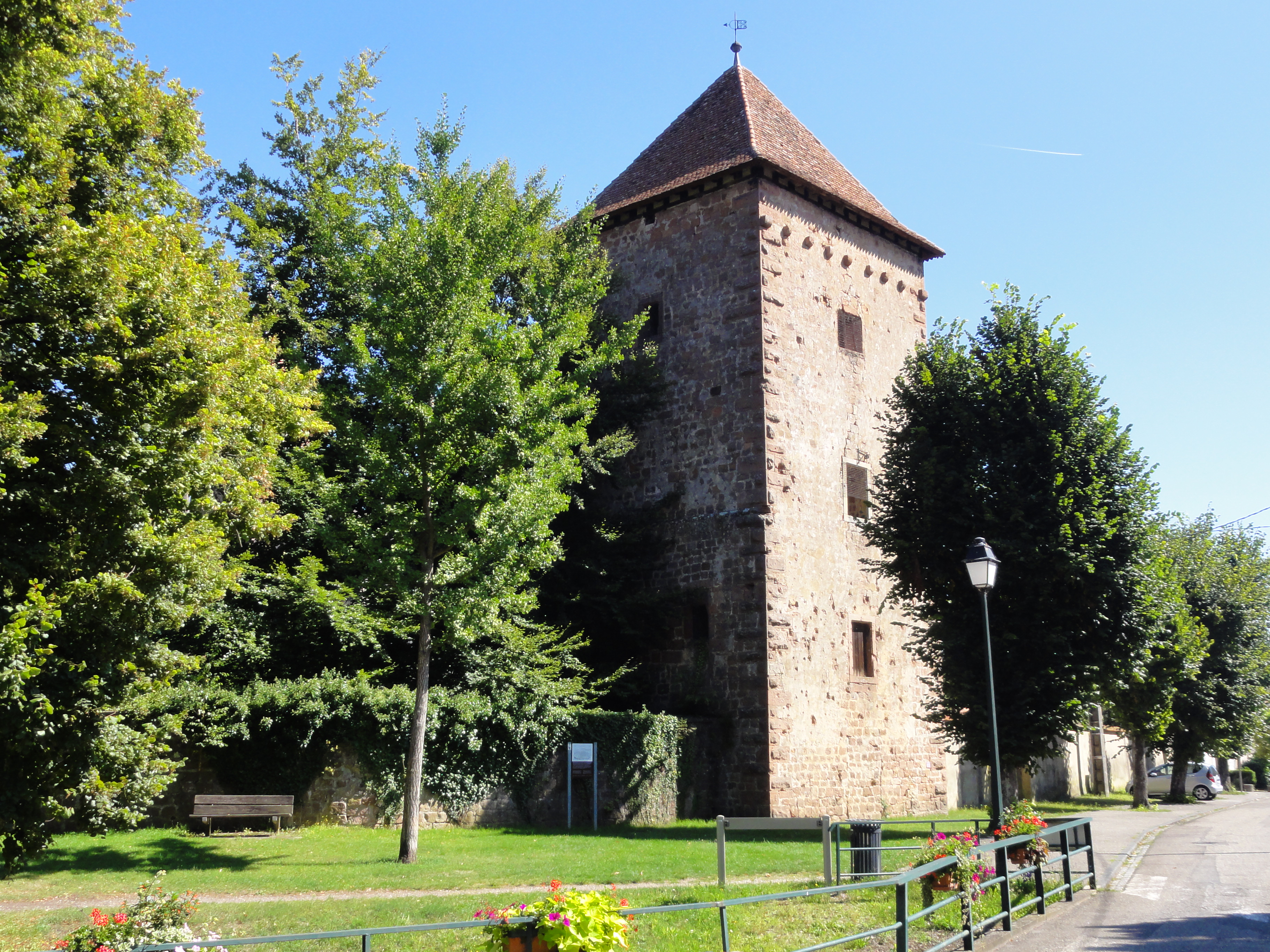
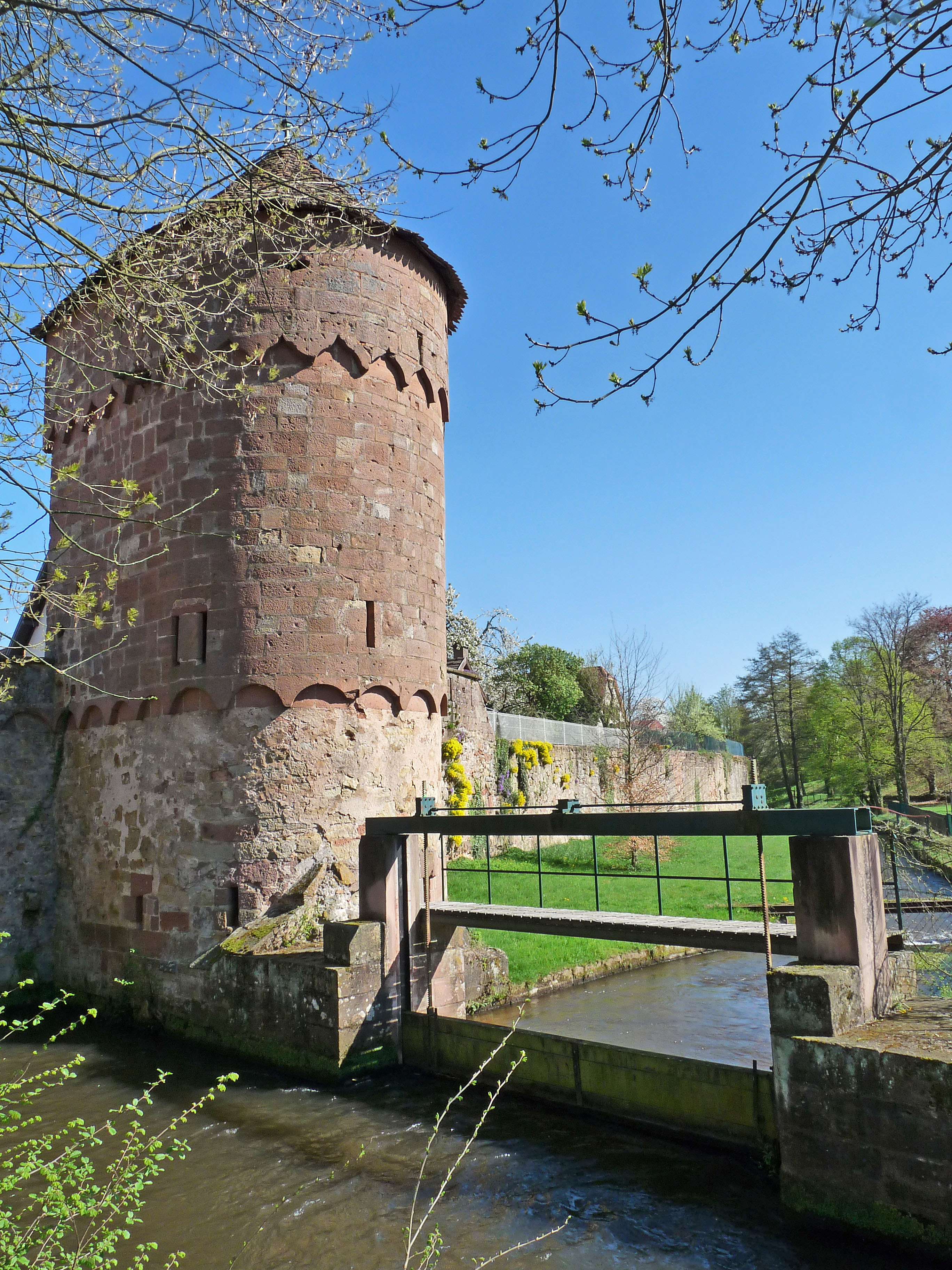
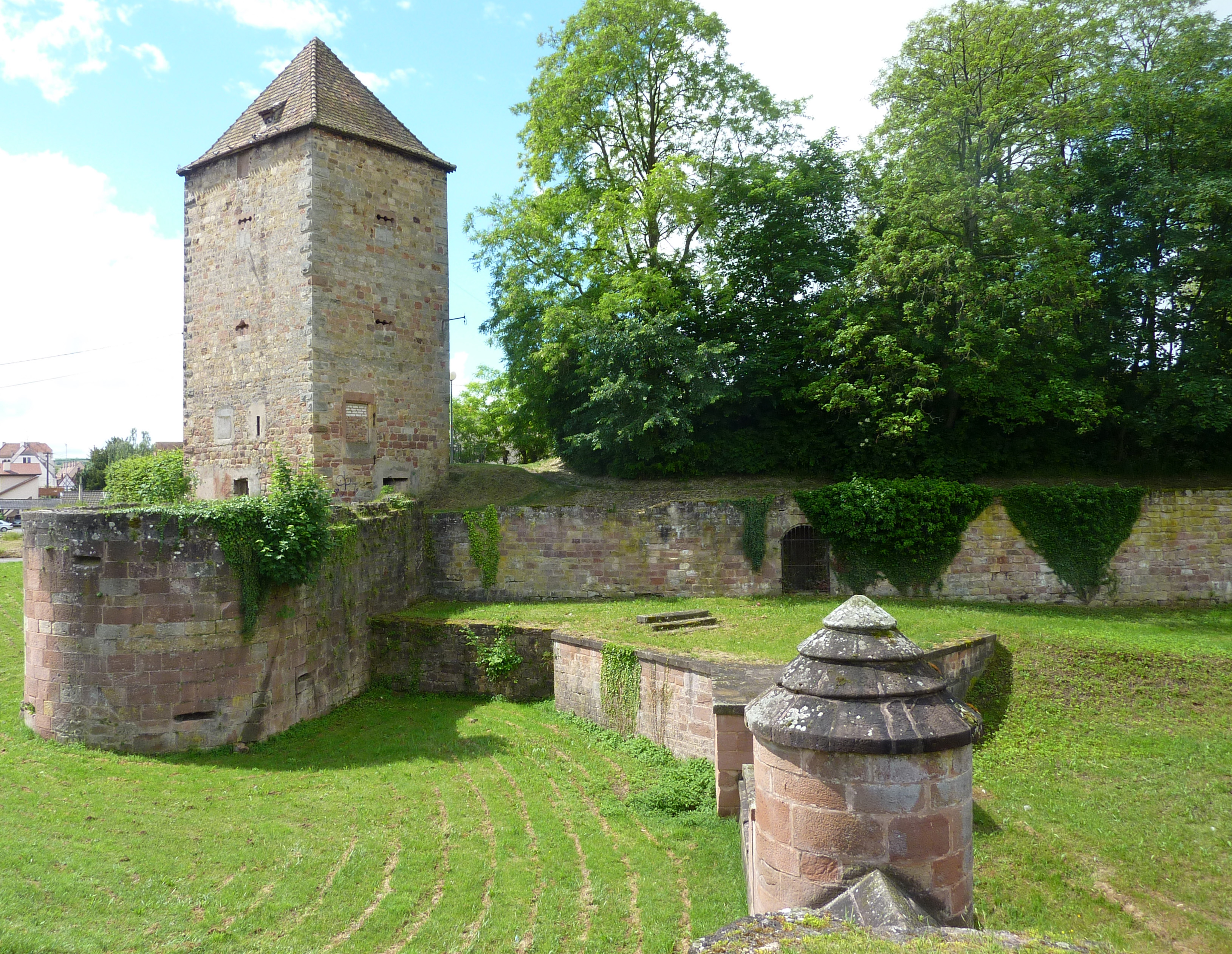
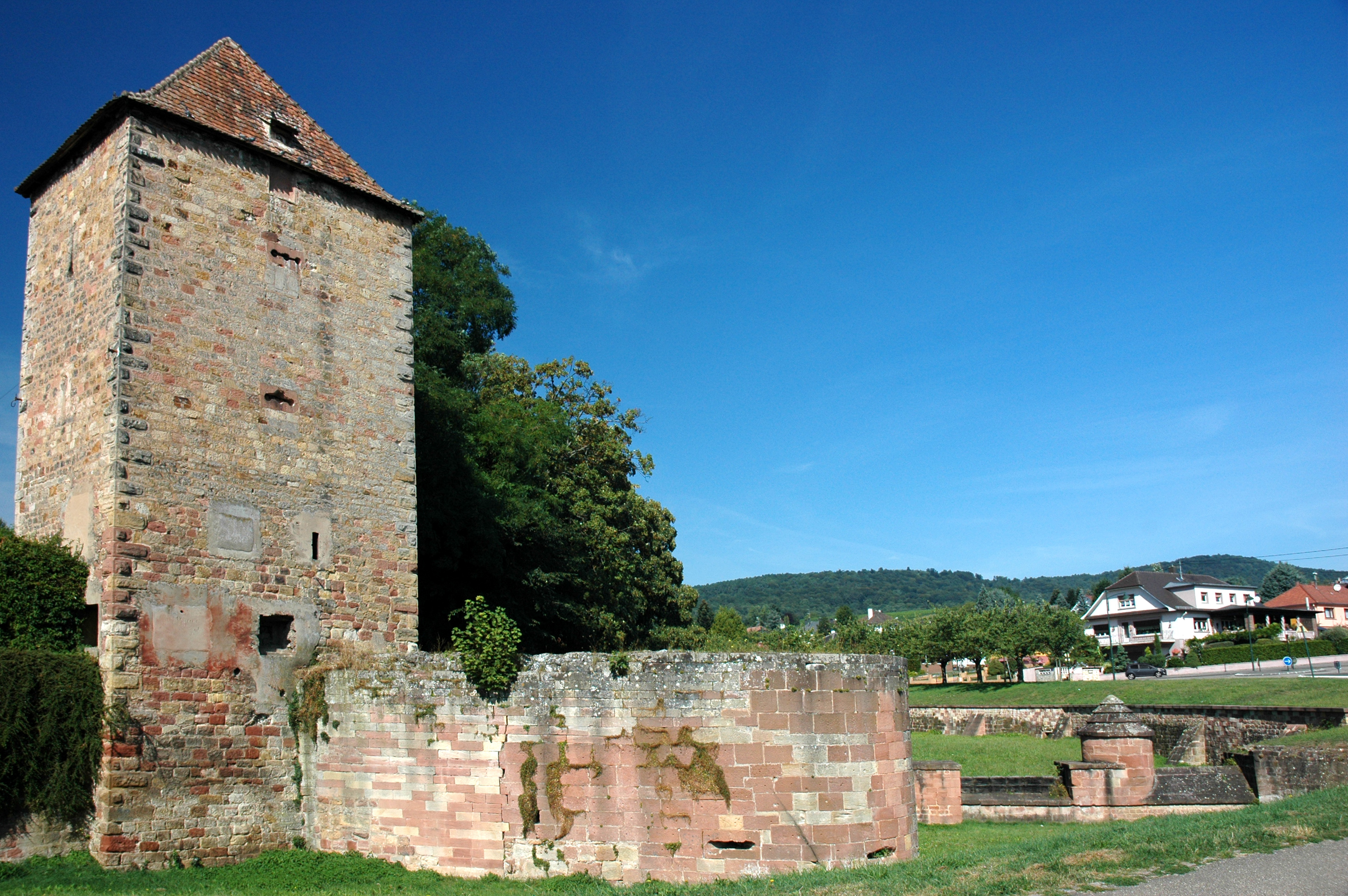